# La Vilueña
La Vilueña és un municipi de la província de Saragossa situat a la comarca de la Comunitat de Calataiud.